# Sajószentpéter
Sajószentpéter este un oraș în districtul Kazincbarcika, județul Borsod-Abaúj-Zemplén, Ungaria, având o populație de 12.364 de locuitori (2011). 

## Demografie
Componența etnică a orașului Sajószentpéter
     Maghiari (90,35%)
     Romi (8,11%)
     Necunoscut (0,46%)
     Alții (1,07%)
Componența confesională a orașului Sajószentpéter
     Romano-catolici (29,29%)
     Reformați (19,92%)
     Fără religie (17,15%)
     Greco-catolici (4,55%)
     Necunoscută (28,14%)
     Alte religii (2,14%)
Conform recensământului din 2011, orașul Sajószentpéter avea 12.364 de locuitori. Din punct de vedere etnic, majoritatea locuitorilor (90,35%) erau maghiari, cu o minoritate de romi (8,11%). Apartenența etnică nu este cunoscută în cazul a 0,46% din locuitori. Nu există o religie majoritară, locuitorii fiind romano-catolici (29,29%), reformați (19,92%), persoane fără religie (17,15%) și greco-catolici (4,55%). Pentru 28,14% din locuitori nu este cunoscută apartenența confesională.